# Maurice Descotes
Maurice Descotes (* 23. April 1923 in Lyon; † 2. September 2000) war ein französischer Romanist und Literaturwissenschaftler.

## Leben
Maurice Descotes bestand die Agrégation und lehrte am Institut Français in Innsbruck (1945 bis 1948) sowie  an der Universität Mainz (1948 bis 1957). 1955 habilitierte er sich in Paris mit den beiden Thèses  Le Drame romantique et ses grands créateurs 1827-1839 (Paris 1955)  und L'acteur Joanny et son Journal inédit. Extraits (Paris 1955). Von 1957 bis 1962 lehrte er in Athen, dann war er Kulturberater für die Französischen Botschaften in Rio de Janeiro (1962 bis 1965) und Rabat (1965 bis 1967). Er wurde  auf eine Professur für Französische Literatur an die Universität Pau berufen und war von 1970 bis 1973  deren erster Präsident.

## Schriften